# Palma del Río

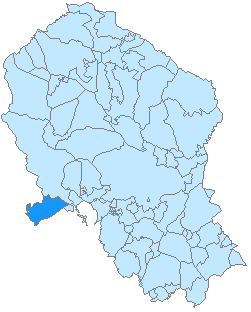
Położenie gminy Palma del Río na mapie prowincji Kordoba.

Palma del Río – hiszpańska gmina położona na terenie regionu Andaluzja i prowincji Kordoba, 55 kilometrów od miasta Kordowa.
W miejscowości jest stacja kolejowa Palma del Río.

## Dynamika populacji
- 1996 – 19 011
- 1998 – 18 948
- 1999 – 19 243
- 2000 – 19 266
- 2001 – 19 389
- 2002 – 19 448
- 2003 – 19 693
- 2004 – 20 030
- 2005 – 20 403

## Historia
- I wiek p.n.e. – założenie pierwszej osady przez Rzymian;
- XII wiek – podczas panowania Almohadów miasto zostaje ufortyfikowane – zbudowane zostają mury miejskie.

## Zabytki
- XVIII wieczny barokowy kościół Iglesia de la Asunción
- klasztor św. Franciszka, aktualnie hotel